# Tim Hardin
Tim Hardin (Eugene, 23 december 1941 – Los Angeles, 29 december 1980) was een Amerikaanse folkzanger die vooral in de jaren zestig opviel door zijn optreden op het Woodstock-festival en zijn bijdragen in de fameuze folkscene van Greenwich Village.

## Levensloop
Na zijn middelbare school te hebben verlaten, sloot de toen 18-jarige Tim zich aan bij de marine. Zijn militaire carrière duurde niet lang. Na twee jaar, in 1961, werd Hardin ontslagen en verhuisde hij naar New York. Daar meldde hij zich aan voor de American Academy of Dramatic Arts waar hij al snel werd weggestuurd vanwege zijn spijbelgedrag. Uit geldnood en een drang naar carrière ging Tim Hardin ten slotte muziek spelen in Greenwich Village. Aanvankelijk richtte de zanger zich voornamelijk op de bluesmuziek.
In 1963 verhuisde Hardin naar Boston. Hij werd er gehoord door producer Erik Jacobson die een contract regelde bij Columbia Records. Een jaar later, in 1964, keerde Hardin terug naar de folkscene van New York en maakte er zijn eerste opnamen. Deze opnamen werden door Columbia als 'mislukt' ervaren, en de platenmaatschappij ontsloeg Hardin. In 1966 kwam uiteindelijk toch zijn eerste album Tim Hardin 1 uit bij Verve Records. Dit was een ander album dan wat Hardin in 1964 had opgenomen en bevatte onder andere het nummer Reason to Believe, dat later de doorbraak van Brainbox en Rod Stewart zou betekenen. Ook de klassieker How Can We Hang On to a Dream komt van dat album.
In 1967 werd Tim Hardin 2 uitgebracht. Dit album bevat onder andere de hit If I Were A Carpenter, dat inmiddels al was uitgebracht in versies van onder anderen Johnny Cash, Neil Diamond en Bobby Darin. Nog zeven albums en diverse legendarische optredens, onder andere op Woodstock, volgden. Al in 1966 was duidelijk dat Hardin verslaafd was aan heroïne. In 1973 verscheen het album Tim Hardin 9. De zanger was op dat moment al vrijwel niet meer te redden. In 1980 overleed Hardin in Los Angeles aan een overdosis heroïne en morfine. Hij werd begraven in de Twin Oaks Cemetery in Turner in de staat Oregon.

## Discografie
- Tim Hardin 1 (1966)
- Tim Hardin 2 (1967)
- This is Tim Hardin (1967)
- Tim Hardin 3 Live in Concert (1968)
- Tim Hardin 4 (1969)
- The Best of Tim Hardin (1969)
- Bird on a Wire (1971)
- Painted Head (1972)
- Nine (1973)
- Suite for Susan Moore and Damion-We Are-One, All in One (1979)
- The Tim Hardin Memorial Album (1981)
- The Shock of Grace (1981)
- Unforgiven (1981)
- The Homecoming Concert (1987)
- Reason to Believe (Best Of) (1990)
- Hang On to a Dream: The Verve Recordings (1994)
- Simple Song of Freedom: The Tim Hardin Collection (1996)
- Person to Person: The Essential, Classic Hardin 1963–1980 (2000)
- 20th Century Masters – The Millennium Collection: The Best of Tim Hardin (2002)
- Black Sheep Boy: An Introduction to Tim Hardin (2002)
- Through the Years 1964–1966 (2007)
- Live at Woodstock (2019)

### NPO Radio 2 Top 2000
| Nummers met noteringen in de NPO Radio 2 Top 2000 | '99  | '00 | '01  | '02 | '03 | '04 | '05  | '06 | '07  | '08 | '09 | '10 | '11 | '12  | '13  | '14  | '15  | '16  | '17  | '18  | '19  | '20  | '21  | '22  | '23 | '24  |
| ------------------------------------------------- | ---- | --- | ---- | --- | --- | --- | ---- | --- | ---- | --- | --- | --- | --- | ---- | ---- | ---- | ---- | ---- | ---- | ---- | ---- | ---- | ---- | ---- | --- | ---- |
| How Can We Hang On to a Dream?                    | 434  | 570 | 521  | 478 | 632 | 564 | 685  | 690 | 737  | 633 | 948 | 859 | 864 | 1274 | 1098 | 1253 | 1422 | 1574 | 1484 | 1972 | 1748 | 1881 | 1878 | 1926 | -   | 1635 |
| Simple Song of Freedom                            | 1670 | -   | 1635 | -   | -   | -   | 1934 | -   | 1951 | -   | -   | -   | -   | -    | -    | -    | -    | -    | -    | -    | -    | -    | -    | -    | -   | -    |

1. ↑  Een '-' betekent dat het nummer niet was genoteerd en een vetgedrukt getal geeft de hoogste notering van een nummer aan.